# Северинский Банат

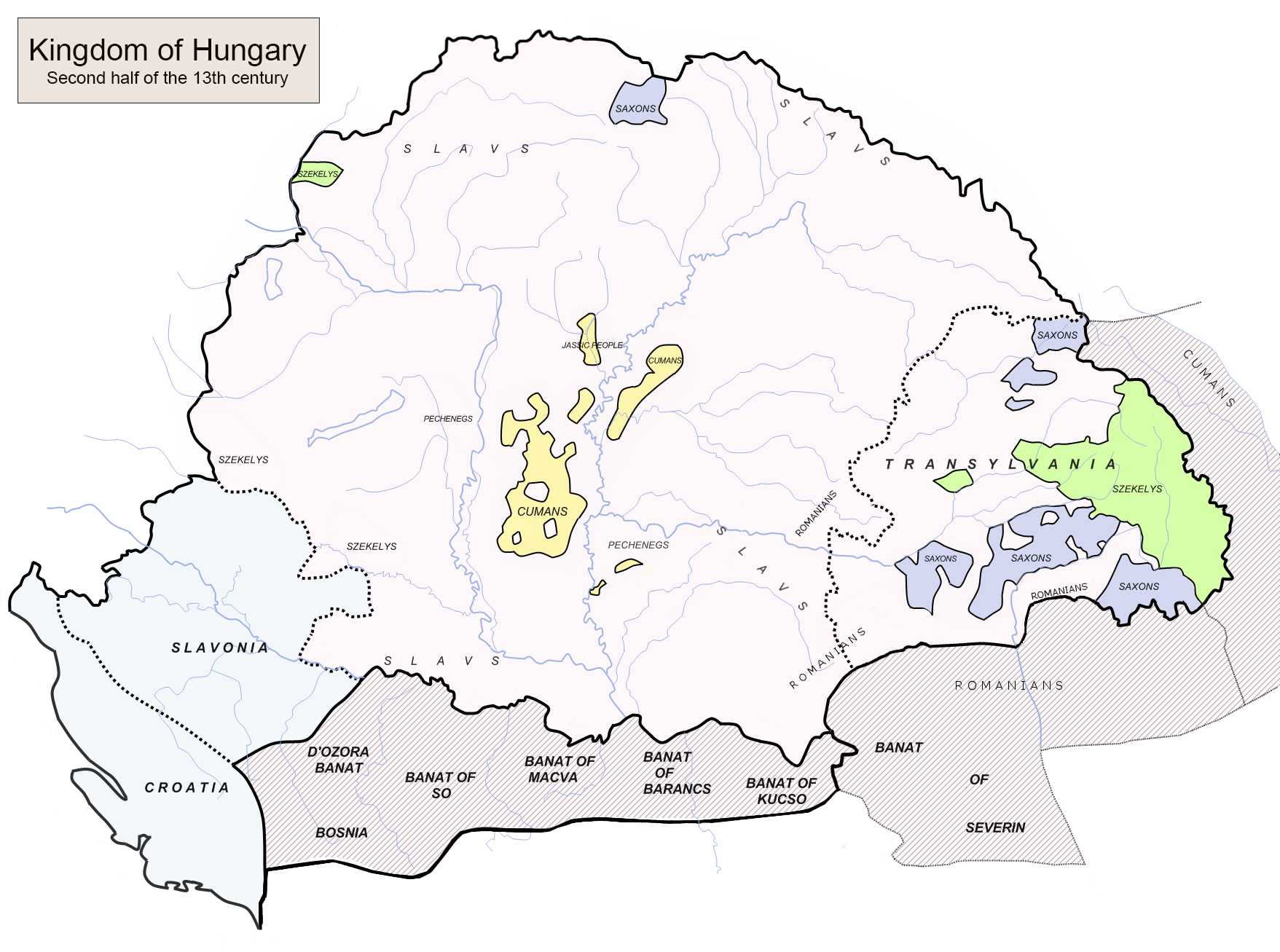
Северинский Банат на карте средневековой Венгрии.

Северинский Банат (венг. Szörényi bánság; серб. Северинска бановина) — историческая административная единица Венгерского королевства. 
Он был образован в 1228 году королем Белой IV и номинально просуществовал до конца королевства битвой при Мохаче (1526), хотя в этот период с 1228 по 1526 год эта земля де-факто находилась под властью и контролем Тырновского царства, Видинское царство или вассалная Османской империи, в составе Валашского княжества. 
Территория баната охватывала сегодняшний Караш-Северин с Олтенией, так как к северу от баната находится Трансильвания, к востоку — Валашский лес, к западу — земля исторического Баната, а южнее баната через Дунай было Видинским царством.
Исторически эта земля осталась в болгарской церковно-исторической памяти под названием «Угровлахия».